# Pierluigi Farnese
Pierluigi Farnese, född 19 november 1503, död 10 september 1547, var en italiensk hertig.
Farnese gjordes av sin far, påven Paul III till hertig av Parma, Piacenza och Castro. Han tillhörde guelfernas parti och var den ledande kraften bland kejsar Karl V:s motståndare i Italien. Farnese ansågs vara en utsvävande och grym tyrann, och mördades på föranstaltande av den kejserlige ståthållaren i Milano 1547.

## Familj
Farnese gifte sig år 1519 med Gerolama Orsini.

### Barn
Alessandro Farnese, född 1520
Vittoria Farnese, född antingen 1521 eller 1519
Ottavio Farnese, född 1524
Ranuccio Farnese, född 1530
Orazio Farnese, greve över Castro, född 1532